# یاگودینو
یاگودینو (انگلیسی: Yagudino) یک شهرک در شهرستان اوچالینسکی استان باشقیرستان کشور روسیه است.